# Secret Service
Secret Service é uma banda sueca, mais conhecida pelos seus sucessos na década de 1980, a sua canção mais popular foi "Flash in the night" (1981), manteve-se até 1988, parou e retomou em 2005.
Em 1979, Ola Håkansson, ex-vocalista do grupo Ola & the Janglers e então um publicitário da Sonet Records, juntou-se a Tim Norell e Ulf Wahlberg para escreverem algumas canções, que mandaram para o Melodifestivalen, um popular festival de canções sueco. Eles não venceram, mas resolveram continuar trabalhando juntos e mudaram o nome de Ola+3 para Secret Service. Ao lado de Ola Håkansson (vocal), Tim Norell e Ulf Wahlberg (teclados), a formação original incluiu Tony Lindberg (guitarra), Leif Paulsen (baixo) e Leif Johansson (bateria).
Norell escreveu com Håkansson a maioria das canções da banda, no entanto não apareceu com eles no palco ou nas capas dos discos. O primeiro compacto do Secret Service, "Oh Susie" se tornou um sucesso na Suécia e vários outros países da Europa e na América Latina. O álbum de mesmo título incluiu "Ten O'Clock Postman", ganhou disco de ouro na Escandinávia. Outros sucessos se seguiram, como "Flash in the Night" (1982) e "Cry Softly", alcançando as primeiras posições em toda a Europa continental. Em meados dos anos 80 Norell e Håkansson começaram a escrever e produzir canções para outros artistas. O dueto de Ola Håkansson com a ex-ABBA Agnetha Fältskog, "The Way You Are", ganhou o compacto de ouro na Suécia.
Em 1987, Håkansson, Norell e Wahlberg lançaram Aux Deux Magots, seu último disco como Secret Service. Os demais membros deixaram a banda e foram substituídos pelo multi-instrumentista Anders Hansson e o baixista Mats A. Lindberg. Hansson se tornaria parceiro de Håkansson e Norell no que seria conhecido como O Megatrio, um equivalente sueco do Stock-Aitken-Waterman. Em 1992, Håkansson e seus sócios estabeleceram a Stockholm Records como uma joint-venture da PolyGram. Eles produziram bandas como Army of Lovers e The Cardigans, entre outros.

## Membros
- John Becker - vocal, guitarra
- Ulf Wahlberg - teclados
- Tim Norell - teclados
- Leif Johansson - bateria

## Discografia

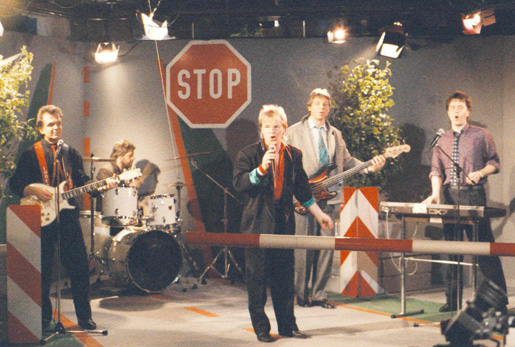
Secret Service na sua formação clássica em 1985

- Oh Susie! , 1979
- Ye Si Ca , 1980
- Flash In The Night, 1981
- Cutting Corners, 1982
- Jupiter Sign, 1984
- When the Night closes in, 1985
- Aux deux Magots, 1987
- Top Secret - Greatest Hits, 2000
- The Lost Box , 2012